# Назґули
Назґули (чорна говірка: Nazgûl, «привид персня», від Nazg (перстень, кільце) + Gûl (привид) — в легендаріумі Толкіна — дев'ять владик з-поміж людей, поневолені Перснем Всевладдя, які стали слугами Саурона.
Ватажком назґулів була людина, за життя майстерна в чарах. Точне ім'я його невідоме, в літописах Середзем'я його називали «Король-Чародій з Анґмару». Коли в Третю Епоху на карті Середзем'я з'явилося королівство Анґмара, він очолив його та одне за іншим знищив Арнорські князівства.
Перші згадки про назґулів відзначаються 2250 роком Другої Епохи; вони також з'являлися в 3441 Д. Е.; знову помічені в Середзем'ї близько 1300 року Третьої Епохи.
Інші назви:
- Чорні Вершники (англ. Black Riders);
- Привиди Кільця (англ. Ringwraith);
- Персненосці;
- Дев'ятеро;
- Крилата Тінь;
- Улайри

## Походження назґулів
У Другу Епоху ельфами Ереґіона та Сауроном були створені Персні Влади. У створенні перших дев'яти перснів Саурон брав неабияку участь, і саме ці персні більше інших залежали від Єдиного Персня. Пізніше, коли ельфи розгадали задум Саурона, вони спробували сховати персні, але війська Саурона захопили Будинок Мірдайн, де були викувані кільця, а разом з кузнею — і Дев'ять Перснів. Ці персні Саурон віддав дев'ятьом представникам раси людей.
 Ті, хто володів Дев'ятьма Перснями, здобули могутність, були правителями, витязями та чарівниками. Стяжали вони славу та велике багатство, але все це добро обернулося лихом. Здавалося, вони знайшли безсмертя, але поступово життя ставало їм нестерпним. Побажай вони — могли би бродити незримими, недоступними оку істот піднебесного світу, і зрить світи, незбагненні смертними; але занадто часто зріли вони лише примари та пастки, створені Сауроном. І один за іншим, раніше чи пізніше — що залежало від їхньої волі та сили і від того, добро чи зло рухало ними з самого початку — вони ставали рабами своїх перснів і підпадали під владу Єдиного Персня — персня Саурона. І зійшли вони у світ тіней. Назґулами стали вони, Примарами Персня, жахливими слугами Ворога; тьма слідувала за ними, і крик їх був голосом смерті («Сильмариліон», пров. Естель).

Походження цієї сили розкрито у «Володарі перснів»:
 Знову з'явилися назґули, і в міру того як Повелитель Тьми розгортав свої сили, їхні голоси, що виражали лише його волю та злість, наповнювалися злом і жахом. 

## Озброєння та особливості назґулів
Крім того, що кожен з назґулів так чи інакше володів мистецтвом темної магії та вселяв більшості живих істот нестерпний жах, всі Дев'ятеро були озброєні й звичайною (вдосконаленою в магічному сенсі) зброєю. Зокрема, основним знаряддям ближнього бою їм служив довгий прямий меч. Крім того, кожен назґул був озброєний кинджалом — так званим морґульским клинком. Поранення ним для всякої живої істоти було смертельним — якщо людина не гинула відразу, то в рані залишався уламок клинка, що просувався до серця жертви та сприяв повільному, але впевненому, перевтіленню ураженого — переходу у світ духів, рідну стихію назґулів і Саурона. Однак ельфи навчилися витягувати ці уламки та запобігати подальшому поширенню прокляття.
Тіла назґулів були захищені обладунками. Поверх них назґули носили довгі чорні плащі з капюшоном, глибоко насунутим на «обличчя» (замість обличчя була пустота). В описі битви при Мінас-Тіріті згадується, що в Короля-Чаклуна під капюшоном замість голови палало полум'я.
У денний час назґули практично сліпі, вони сприймають лише тіні, тому вони звикли більше покладатися вдень на нюх, а також на зір своїх коней та інших створінь, які їм служать. У назґулів хороший слух, вони чудово відчувають живу кров на відстані. Уночі вони небезпечніші за все — вони можуть бачити. Їм доступний тайнопис природи. Вони здатні прочитати сліди на будь-якій поверхні. Назґули чудово володіють різними видами зброї, а також можуть зачарувати майже будь-кого, однак головною їхньою зброєю був смертельний жах, від якого людина або яка-небудь інша істота втрачала волю та сили. Тільки найхоробріші з хоробрих могли битися з ними.
Зазвичай назґули з'являлися в образі чорних вершників на вороних конях. Але після того, як їхні коні загинули біля Бруїненського Броду, вони пересіли на летючих істот, що давало їм додаткові переваги. Надівши Перстень на пагорбі Амон-Сул, Фродо побачив справжню зовнішність назґулів — королі в царських одежах і зі зброєю, що світиться (на горі він бачив тільки п'ятьох, коло броду через річку Бруїна — усіх дев'ятьох).

## Назґули в романі «Володар Перснів»
Довгий час столицею Ґондору був Осґіліат, а Мінас Анор і Мінас Ітіль були лише опорними фортецями. Але Мордор набирав сили, і Осґіліат було взято і зруйновано.
У 2002 році Т. Е. назґули захопили ґондорську фортецю Мінас Ітіль і зробили її своєю базою — зловісним містом Мінас Морґул, яке з того часу погрожувало кордонам Ґондору. Столиця була перенесена в Мінас Анор, відтепер отримала назву Мінас Тіріт.
У 3017 Т. Е. (початок подій, описаних у «Володарі перснів») Саурон дізнався, що Перстень Всемогутності знаходиться в якогось Торбіна в Ширі та відправив назґулів на пошук Персня. Вони з'явилися у Ширі в той же день, коли Фродо Торбин і його супутники вирушили з Перснем в Рівенділ. Переслідуючи гобітів під час переправи через Бруін, назґули втратили своїх коней і були змушені повернутися до Мордору у вигляді безтілесних духів, після чого стали літати на крилатих чудовиськах (втім, їх ватажок, Король-чарівник Анґмара, на початку битви за Мінас Тіріт (до приходу війська Рогана) знову з'явився як кінний воїн).
Зі знищенням Персня Всемогутності назґули загинули. Їхній ватажок, Король-Чаклун Анґмара, загинув раніше — у битві на Пеленнорской рівнині від руки Роганської принцеси Еовін і гобіта Меріадока Брендіцапа.

## Цікаві факти
- У кінотрилогії Пітера Джексона «Володар Перснів» у назґулів видно панцерні рукавички та латне взуття, відповідні готичному обладункові.
- Історії походження назґулів присвячено роман Іллет «Велика гра».[1]. Троє — нуменорські воєначальники та чиновники. Троє — тим чи іншим чином (іноді просто через знайдений амулет з гігантською магічною силою) спадкоємці ще «першої дев'ятки» Мелкора з Утумно, описані у «Чорній Книзі Арди». Ще троє — сильні характером лідери (від принца Гарада до ватажка банди). Більшість з них (крім пари мелкоріан, які просто взяли Саурона як правонаступника Вчителя) прекрасно розуміли, що отримання Персня є по суті продажем душі Саурону. Автор докладно розглядає мотиви, які штовхнули кожного з них на таке (у разі гарадського принца — порятунок своєї Батьківщини й т. д.).
- В апокрифічному романі Кирила Єськова «Останній персненосець» назґули — магічний орден, який захищає раціональне розуміння світу та науково-технічний прогрес в Мордорі від зовнішніх магічних сил, що прагнуть замкнути людську цивілізацію в Середньовіччі. Членами ордена стають після смерті люди самого різного соціального стану («Є серед нас і королі. Так само як королевичі, шевці, кравці … ну, і всі інші. А бувають, як ви бачите, і математики»).
- У грі Середзем'я Тіні Війни, назґулами були король Суладан (алюзія на нуменорського короля Ар-Фаразона), король Рогану Гельм Молоторукий та сам Ісілдур, який знищив Саурона. У кінці гри головний герой слідопит Таліон сам стає назґулом, замість вбитого ним раніше Ісілдура.

## Назґули у масовій культурі
- Шведська хеві-пауер-метал-група Sabaton присвятила назгулам пісню Shadows у своєму першому альбомі Fist for Fight (2000).
- В австрійської Black Metal групи Summoning є композиція Flight Of The Nazgul («Політ назґула») з альбому Lugburz (1995).
- У польської Gothic metal групи Artrosis є композиція Nazgul.
- Існує польська epic heavy metal група Witchking, названа на честь ватажка назґулів; тематика творчості гурту базується на Середзем'ї.
- Існує ірландська progressive death metal група Khamûl, названа на честь другого за значущістю назґула.
- Відомо як мінімум 10 груп у стилі metal (як правило, black metal), що називаються «Назґул» (Nazgul) або містять це слово. Крім того, ще 4 групи змінили назви «Назґул» на інші.
- Існує добре відомий в рольовому русі музикант Ден Назґул, і, відповідно, його група Назґул Бенд
- Російська симфо-блек-метал група Despair присвятила ватажку назґулів пісню Return of Nazgul з дебютного альбому In Memoriam (2013)